# Isabella (comedia del arte)

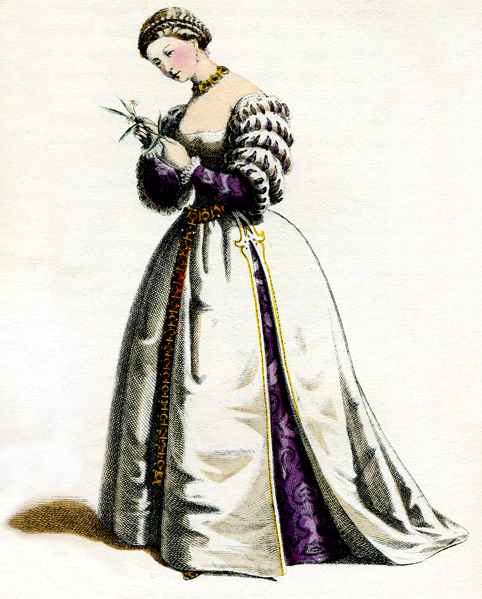
Representación de Isabella por el figurinista francés Maurice Sand, en su libro Masques et bouffons; comédie italienne (1862)

Isabella es un personaje de la comedia del arte dentro del grupo de los «innamorati» (enamorados). Se considera una creación de la actriz Isabella Andreini, esposa del actor Francesco Andreini en el siglo XVI, y puede emparentarse con otras enamoradas, como Beatrice, Rosaura, Angélica, o con la Florinda, creada por la actriz Virginia Ramponi-Andreini, alias "La Florinda", (en su conjunto, parejas mudables de los Leandro, Florindo, Lindoro, etcétera).
En su conjunto, estas parejas de «innamorati», protagonizan las aventuras y vicisitudes de los jóvenes que como Florindo e Isabella, sufren el acoso o la oposición familiar de los «vecchi», como Pantaleone o Il Dottore, o tipos furiosos y rocambolescos de la talla de Il Capitano. En defensa de su amor contarán con la ayuda de los zanni (o criados), elenco esencial de la tradicional y más popular «commedia dell'arte».

## Personalidad

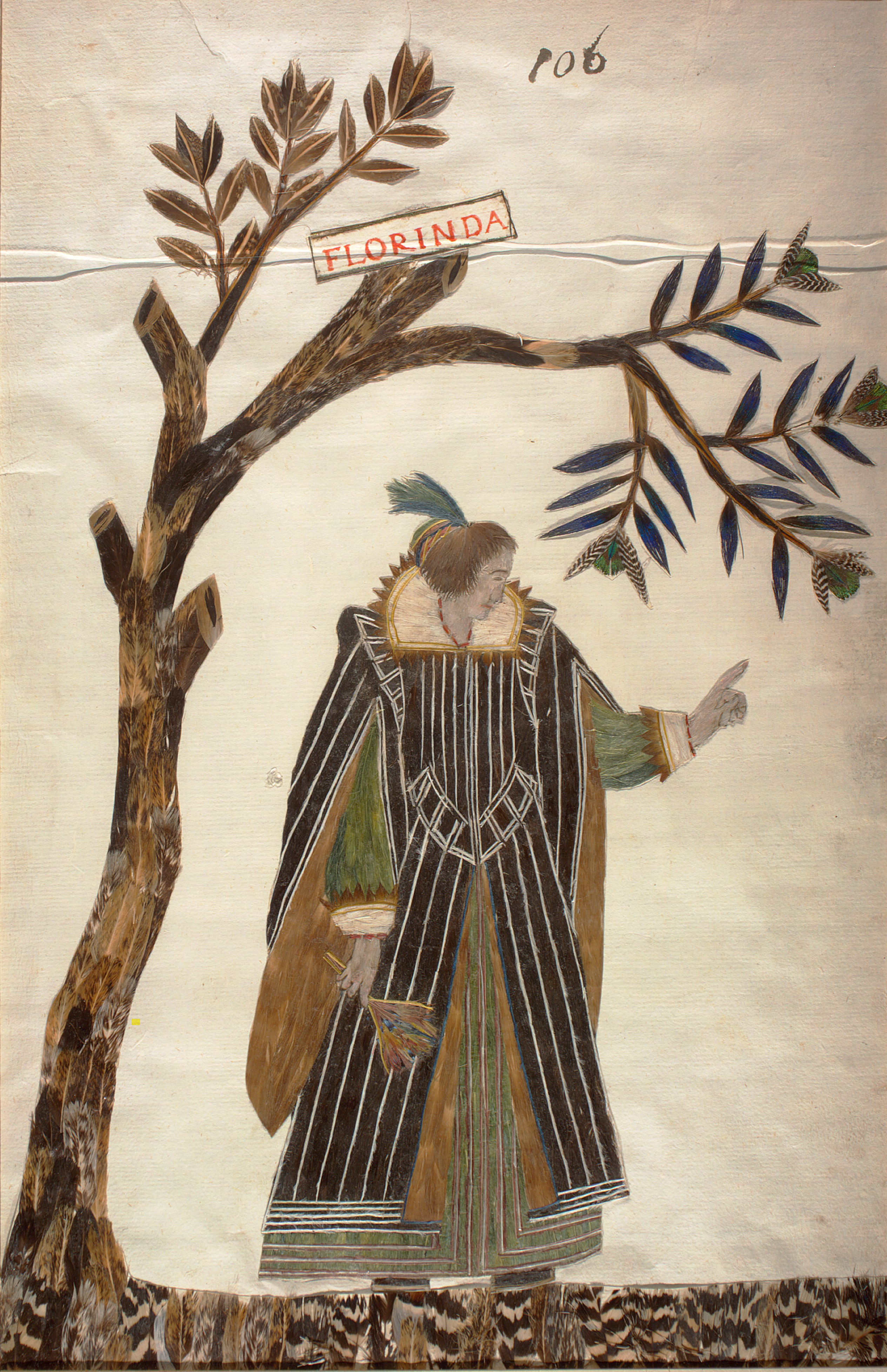
Florinda en El libro de la pluma (1618), una serie de imágenes compuestas con plumas de aves. El creador fue Dionisio Minaggio, Jardinero Jefe del Ducado de Milán.

Como es habitual en los innamorati, Isabella se muestra sin máscara, más humana que el conjunto de mimos, bufónes y fantoches tradicionales en la comedia del arte, pero con una personalidad tópica, elemental y en suma, plana,  sin fuerza ni definición psicológica. Forma un conjunto casi indisoluble con Florindo, su innamorati, prototipo del joven honesto y sobrio según el diseño de Carlo Goldoni.